# Koenen-Tumor

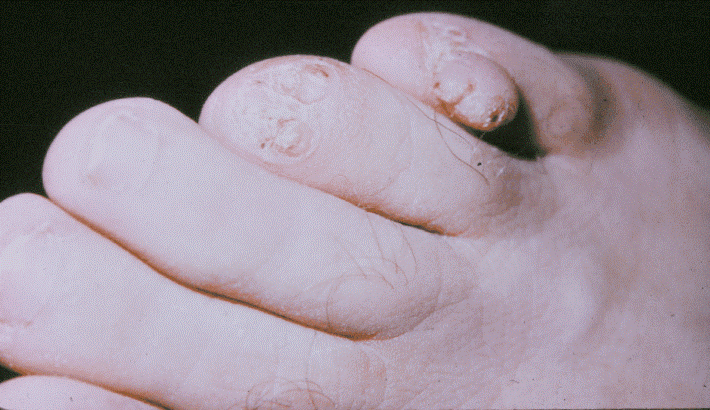
Ein Koenen-Tumor an den Zehen.

Ein Koenen-Tumor (ausgesprochen Ku:nen-Tumor), auch als periunguales Fibrom (periungual = ‚um den Nagel herum‘) oder subunguales Fibrom (subungual = ‚unter dem Nagel‘) bezeichnet, ist ein gutartiger mesenchymaler Tumor (ein Fibrom), der im Bereich der Fuß- oder Zehennägel entsteht.

## Beschreibung
Koenen-Tumoren sind ein Symptom der tuberösen Sklerose (auch Morbus Pringle genannt), einer autosomal-dominanten Erbkrankheit. Bei den gutartigen Geschwulsten handelt es sich um hautfarbene Knoten, die sich im Bereich der Fuß- oder Zehennägel oder unterhalb der Nägel bilden und typischerweise 3 bis 7 mm groß werden.

## Therapie
Koenen-Tumoren können gegebenenfalls mittels Exzision oder per CO2-Laser chirurgisch entfernt werden.

## Namensgebung
Der Koenen-Tumor ist nach dem niederländischen Neurologen Joannes Henricus Maria Koenen benannt, der ihn erstmals 1932 in einem Artikel fotografisch abbildete. Die Erstbeschreibung erfolgte bereits 1903 durch den Münchner Arzt Richard Kothe.

## Weiterführende Literatur
- A. Dacunha: Images in clinical medicine. Periungual fibromas. In: The New England Journal of Medicine. Band 359, Nummer 13, September 2008, S. 1381, ISSN 1533-4406. doi:10.1056/NEJMicm073405. PMID 18815399.
- P. E. Ward, D. J. McCarthy: Periungual fibroma. In: Cutis. Band 46, Nummer 2, August 1990, S. 118–124, ISSN 0011-4162. PMID 2209075.
- T. Kojima, T. Nagano, M. Uchida: Periungual fibroma. In: The Journal of hand surgery. Band 12, Nummer 3, Mai 1987, S. 465–470, ISSN 0363-5023. PMID 3584898.